# Нерль (Ивановская область)
Нерль — посёлок городского типа в Тейковском районе Ивановской области России, административный центр Нерльского городского поселения.

## География
Посёлок расположен в 62 км к юго-западу от областного центра города Иваново. В посёлке находится одноимённая железнодорожная станция на линии Иваново — Александров.

## История

### Основание
Возникновение посёлка связано со строительством железной дороги Иваново-Вознесенск — Юрьев-Польский, которое финансировал предприниматель Савва Морозов с 1896 по 1899 год. Изначально станцию планировалось разместить вблизи волостного села Кибергино, однако его жители выступили против прокладки путей по пахотным землям. В результате станцию перенесли в малонаселённую местность и назвали по имени реки Нерли, протекающей в трёх километрах.
В 1910 году крестьянин Иван Иванович Аронов, оценив торговые перспективы железнодорожного разъезда, построил здесь первый цех ткацкой фабрики. Вскоре был запущен второй цех. Позднее его братья возвели третий цех в селе Кибергино, четвёртый — в 1913 году в деревне Крапивново, а пятый — в 1914 году в деревне Бушариха. Фабрика обеспечивала рабочие места для крестьян из окрестных деревень, которые начали строить дома в новом посёлке. Топливом производство обеспечивало торфопредприятие «Цирково».

### Советский период
С 1917 по 1925 год фабрика была законсервирована. После возобновления работы цеха были объединены под общим названием «Объединение Нерльских фабрик „Серп и молот“».
По данным переписи населения 1926 года, в Нерли в 469 семействах проживало 1053 человека (443 мужчины и 610 женщин).
Постановлением ВЦИК от 1 ноября 1927 года населённый пункт получил статус рабочего посёлка. В 1929 году состоялись первые выборы в поселковый Совет.
В 1990-х годах, улица Жданова была переименована в Зелёную.

## Население
| 1939  | 1959  | 1970  | 1979  | 1989  | 2002  | 2009  | 2010  | 2012  |
| ----- | ----- | ----- | ----- | ----- | ----- | ----- | ----- | ----- |
| 3328  | ↗4355 | ↗5136 | ↘3644 | ↘3194 | ↘2373 | ↘2116 | ↘2052 | ↘2018 |
| 2013  | 2014  | 2015  | 2016  | 2017  | 2018  | 2019  | 2020  | 2021  |
| ↘1982 | ↘1971 | ↘1959 | ↘1932 | ↘1880 | ↘1869 | ↘1801 | ↘1776 | ↗2016 |

### Национальный состав
По итогам переписи населения 2020 года проживали следующие национальности (национальности менее 0,1 % и другое, см. в сноске к строке «Другие»):
| Национальность | Численность, чел. | Доля     |
| -------------- | ----------------- | -------- |
| Русские        | 1832              | 90,87 %  |
| Таджики        | 64                | 3,17 %   |
| Украинцы       | 13                | 0,64 %   |
| Узбеки         | 10                | 0,50 %   |
| Азербайджанцы  | 9                 | 0,45 %   |
| Татары         | 9                 | 0,45 %   |
| Армяне         | 8                 | 0,40 %   |
| Чуваши         | 4                 | 0,20 %   |
| Удмурты        | 3                 | 0,15 %   |
| Туркмены       | 3                 | 0,15 %   |
| Молдаване      | 3                 | 0,15 %   |
| Другие         | 58                | 2,87 %   |
| Итого          | 2016              | 100,00 % |

## Экономика
Исторически градообразующим предприятием посёлка является ткацкая фабрика. Также действуют предприятия деревообрабатывающей промышленности.

## Инфраструктура и достопримечательности

### Улицы
Центральной улицей посёлка является улица Ленина, самая протяжённая — Лесная (около 1,3 км). Названия многих улиц отражают советскую эпоху (улицы Ленина, Куйбышева, Орджоникидзе), другие связаны с географическими особенностями (Восточная, Лесная) или местными объектами (Тейковская, Московская). В посёлке 50 улиц и 2 переулка.
- Больничный городок
- Восточная
- Восточный проезд
- Гагарина
- Дельцова
- Дзержинского
- Завокзальная 1-я
- Завокзальная 2-я
- Зелёная
- Калинина
- Кирова
- Комсомольская
- Кооперативная
- Красная
- Красноармейская
- Красный Октябрь
- Куйбышева
- Ленина
- Лесная
- Маяковского
- Менжинского
- Московская
- Нерльская
- Новая
- Октябрьская
- Орджоникидзе
- Пионерская
- Пограничная
- Полевая
- Пушкина
- Рабочая
- Садовая
- Светлая
- Серп и Молот
- им. Б. И. Сизова
- Смычка
- Советская 1-я
- Советская 2-я
- Советская 3-я
- Спортивная
- Тейковская
- Тельмана
- Торчинская
- Фабричный 2-й пер.
- Фабричный 3-й пер.
- Фрунзе
- Чкалова
- Школьный городок

### Достопримечательности
В посёлке установлен ряд памятников: В. И. Ленину, А. С. Пушкину, героям Советского Союза П. А. Дельцову и Б. И. Сизову, а также мемориал «Вечная слава героям».
Действует Дом культуры.

## Люди, связанные с посёлком
- Дельцов, Павел Андреевич (1917—1969) — участник Великой Отечественной войны, Герой Советского Союза.
- Куликов, Василий Иванович (1923—1991) — участник Великой Отечественной войны, Герой Советского Союза.
- Сизов, Борис Иванович (1921—1945) — участник Великой Отечественной войны, Герой Советского Союза.
- Шаронов, Борис Григорьевич (1925—1982) — участник Великой Отечественной войны, Герой Советского Союза.
- Яковлева, Татьяна Владимировна (род. 1960) — российский государственный и политический деятель, депутат Государственной думы РФ III—VI созывов. С 1986 по 1998 год работала врачом-педиатром, затем главным врачом Нерльской поселковой больницы[21].
- Ястребцев, Виктор Иванович (1919—1944) — участник Великой Отечественной войны, Герой Советского Союза.